# Lycoris rosea
Lycoris rosea là một loài thực vật có hoa trong họ Amaryllidaceae. Loài này được Traub & Moldenke mô tả khoa học đầu tiên năm 1949.